# 卡斯特羅維雷納省

卡斯特羅維雷納省（西班牙語：Provincia de Castrovirreyna），是秘魯的省份，位於該國中南部萬卡韋利卡大區，首府是卡斯特羅維雷納，面積3,985平方公里，2005年人口20,018，人口密度為每平方公里5.0人。
12°47′09″S 74°58′22″W / 12.785833°S 74.972778°W